# Regione di Gabú
La regione di Gabú è una regione della Guinea-Bissau, avente come capoluogo Gabú.
È la regione più orientale del paese: confina a nord con il Senegal, ad ovest e a sud con la Guinea, ad est con le regioni di Tombali e di Bafatá.

## Settori
La Regione di Gabu è divisa in cinque settori:
- Boé
- Gabú
- Pitche
- Pirada
- Sonaco